# Euzophera paghmanicola
Euzophera paghmanicola is een vlinder uit de familie snuitmotten (Pyralidae). De wetenschappelijke naam is voor het eerst geldig gepubliceerd in 1973 door Roesler.
De soort komt voor in Europa.